# Rome: Total War – Barbarian Invasion
Rome: Total War – Barbarian Invasion – pierwszy dodatek do gry strategicznej Rome: Total War stworzony przez The Creative Assembly i wydany 27 września 2005 roku przez Sega. Przenosi gracza do czasów upadku cesarstwa zachodniorzymskiego. W przeciwieństwie do podstawowej wersji gry, gracz nie kieruje już jednym z trzech rodów rzymskich. W ich miejsce powstały dwie nowe frakcje: cesarstwo zachodniorzymskie i cesarstwo wschodniorzymskie. Oprócz nich gracz ma możliwość pokierowania zupełnie nowymi frakcjami, takimi jak Hunowie, Goci, Sarmaci, Wandalowie, Frankowie, Sasi, Celtowie, państwo Sasanidów (Persja), Roksolanowie, Burgundowie, Longobardowie, Berberowie, Alamanowie.
Pojawią się też frakcje, które mogą, ale nie muszą wystąpić w grze: buntownicy (cesarstwo zachodniorzymskie), buntownicy (cesarstwo wschodniorzymskie), Słowianie, Ostrogoci, Romano-brytowie.
Gra wprowadza kilka innych istotnych zmian:
- niektórzy dowódcy mogą walczyć w bitwach nocnych,
- niektóre frakcje po zniszczeniu ostatniej osady mogą przeobrazić się w hordę, dostaną nowe, darmowe jednostki, które zostaną automatycznie rozwiązane po zdobyciu nowej osady,
- wodzów można werbować bezpośrednio w osadzie,
- w przypadku Rzymian i Gotów mogą powstać nowe odłamy ich frakcji,
- niektóre jednostki nabyły nowe umiejętności: pływanie i tworzenie formacji jeż i mur z tarcz, które zastąpiły formację żółwia i falangę,
- cuda świata ani senat rzymski nie mają już wpływu na rozgrywkę.

Nie ma już odpowiednika reformy Gajusza Mariusza. Za to powstał zupełnie nowy styl legionów i nowe jednostki rzymskie: limitanei, comitatenses, plumbatarii, scholae palatinae, ekwici sagittari, cesarstwo zachodniorzymskie: praeventores, jazda foederati, piechota foederati, bucellarii, auxilia palatina, legio lancarii, auxilia sarmackie, cesarstwo wschodniorzymskie: ekwici auxilia, hippo-toxotai, bromedarii, ekwici catafractarii, ekwici clibinarii.

## Modyfikacje
Powstało wiele modów do gry zmieniających rozgrywkę np. przenoszących grę w czasy legend arturiańskich lub przedstawiające świat podczas najazdu wikingów. Jednak największą popularnością cieszą się przeróbki związane z odtwarzaniem późnej starożytności.